# Периодичност функције
У математици, периодична функција је функција која понавља своје вредности у правилним интервалима или периодима. Најважнији примери су тригонометријске функције, које се понављају у интервалима од 2π радијана. Периодичне функције се користе у науци за описивање осцилација, таласа и других појава које показују периодичност. Свака функција која није периодична назива се апериодна.

## Дефиниција
За функцију реалне променљиве {\displaystyle f:X\rightarrow \mathbb {R} } кажемо да је периодична са периодом {\displaystyle T}, ако постоји {\displaystyle T>0} такво да важи:
{\displaystyle f(x+T)=f(x).}
Најмањи такав број {\displaystyle T} (ако постоји), назива се основни период функције {\displaystyle f}.

## Неке периодичне функције

### Синусна и косинусна функција
Синусна и косинусна функција, синусоида и косинусоида, обе су периодичне функције и то обе са периодом {\displaystyle 2\pi }.

### Функција "цео део"
Функција "цео део" је периодична са периодом 1.

### Дирихлеова функција
Једна од интересантних периодичних функција је, рецимо, Дирихлеова функција {\displaystyle D\colon \mathbb {R} \mapsto \{0,1\}} дефинисана као:
{\displaystyle D(x)={\begin{cases}1,&x\in \mathbb {Q} ,\\0,&x\in \mathbb {R} \backslash \mathbb {Q} ,\end{cases}}}
која је периодична, али нема најмањи период.

### Томаова функција
Модификована Дирихлеова функција, која задржава њене карактеристичне особине, али је графички занимљивија, је Томаова функција.
Томаова функција {\displaystyle D\colon \mathbb {R} \mapsto \mathbb {R} } се дефинише као:
{\displaystyle D(x)={\begin{cases}{\frac {1}{x}},&x\in \mathbb {Q} ,\\0,&x\in \mathbb {R} \backslash \mathbb {Q} .\end{cases}}}